# Iserlohner Kreisanzeiger und Zeitung
L’Iserlohner Kreisanzeiger und Zeitung est un journal quotidien allemand local publié à Iserlohn et à Hemer, dans le Land de Rhénanie-du-Nord-Westphalie.

## Histoire
Le journal est fondé en 1842 par l'imprimeur Johann Peter Wichelhoven (1805-1885), bien qu'il n'ait pas reçu l'autorisation du gouvernement du district (il existait déjà un quotidien, l’Iserlohner Wochenpost). Mais il contourne l'interdiction en achetant un journal de Hagen, l’Öffentlichen Anzeiger für die Grafschaft Limburg. Le rédacteur à cette époque (jusqu'en 1857) est Friedrich Schuchard, pasteur de Berchum. Le journal est produit et imprimé dans un bâtiment arrière de la Mühlenstrasse 3 avec un tirage d'environ 250 exemplaires.
Après la mort de Friedrich Schuchard, Johann Peter Wichelhoven reprend la rédaction en 1857. En 1875, Rudolf Wichelhoven (1839-1907), qui avait repris en 1873 l'équipe d'édition et de rédaction de son père, la rebaptise Iserlohner Kreisanzeiger.
Le 22 janvier 1883, la Kammergericht de Berlin accorde à l'éditeur le droit de publier son journal sous le titre Iserlohner Kreisanzeiger. L'ajout Iserlohner Zeitung est ajouté en 1891 lorsque la Wichelhoven-Verlag achète les droits de dénomination de l’Iserlohner Wochenpost. En 1893, la production et la vente sont transférées aux 7 à 9 de la Mühlenstrasse. En 1927, la maison d'édition déménage dans le bâtiment actuel du Theodor-Heuss-Ring, construit en 1926-1927 dans le style Bauhaus pour le compte de Walther Wichelhoven (1879-1955) selon les plans de l'architecte de Cologne Eisenhauer.

## Édition
Le journal sous-titré Hemersche Zeitung · Märkischer Landbote · Märkisches Volksblatt est publié aujourd'hui par l'éditeur Iserlohn Iserlohner Kreisanzeiger und Zeitung (IKZ), Wichelhoven Verlags-GmbH & Co KG. La maison d'édition est la Wichelhovenhaus, construite en 1927 et aujourd'hui classée monument historique. L’IKZ se décrit comme l'organe d'annonce officiel de la ville d'Iserlohn. Outre Iserlohn, Hemer et Iserlohn-Letmathe abritent des rédactions locales.
Le journal tire sa couverture du Westfalenpost, publié à Hagen et appartenant à Funke Mediengruppe, anciennement groupe de médias WAZ. Le groupe de médias Funke ne détient cependant qu'une participation minoritaire dans IKZ. A l'inverse, le Westfälische Rundschau, qui appartient à Funke, apparaît à Iserlohn avec la section locale de l’IKZ.